# Douglas TBD

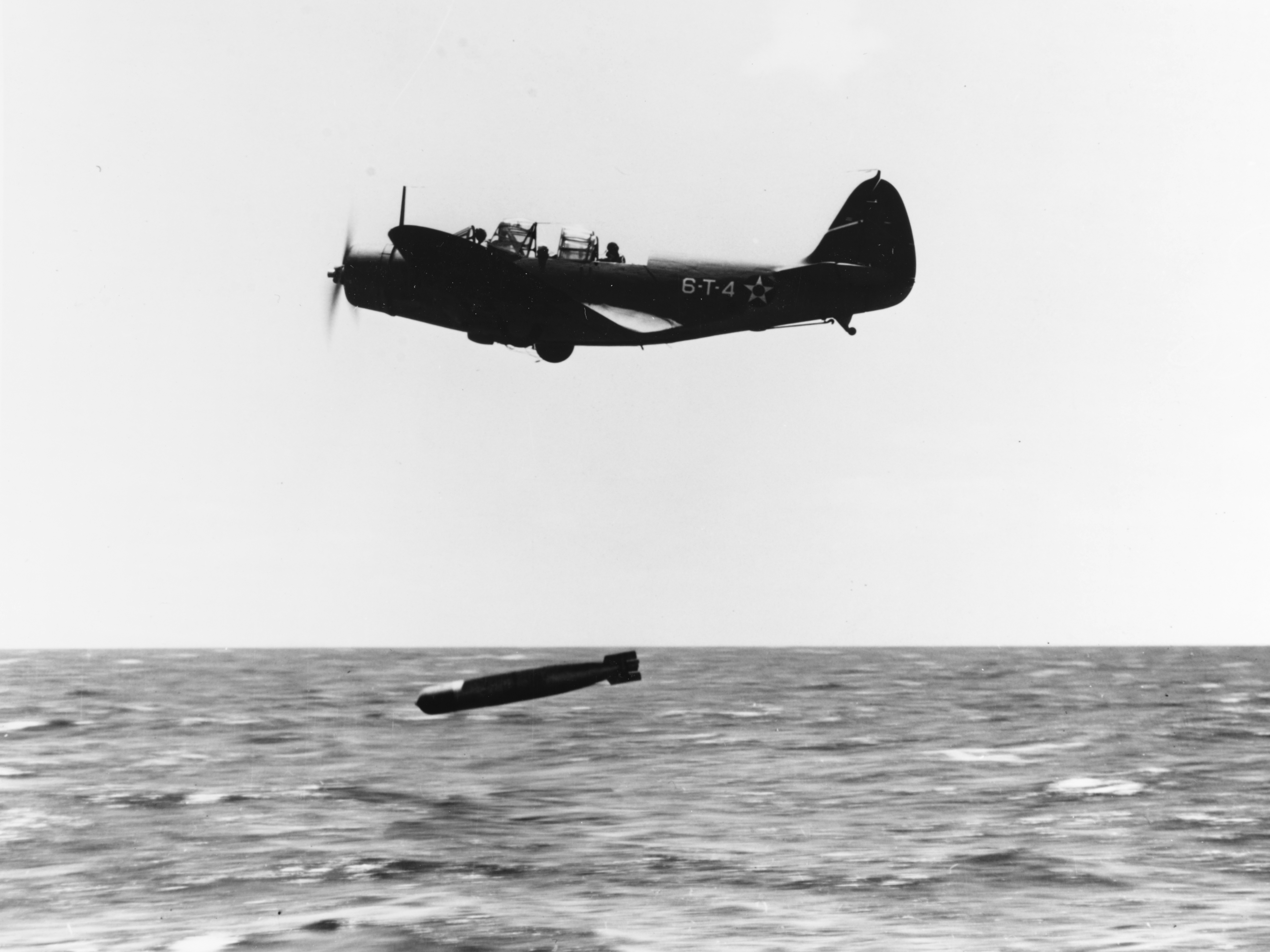
Douglas TBD-1 „6-T-4“ der Enterprise am 20. Oktober 1941 beim Torpedoabwurf

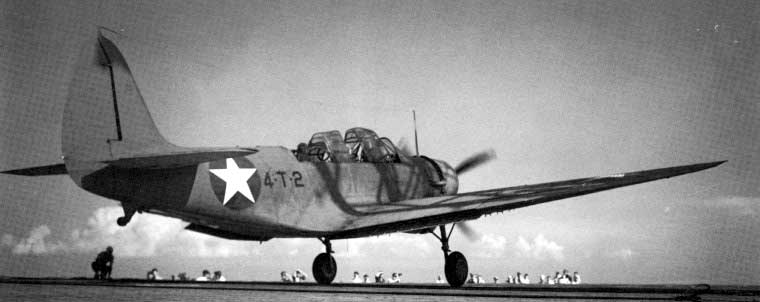
„4-T-2“ startet 1942 von der Ranger

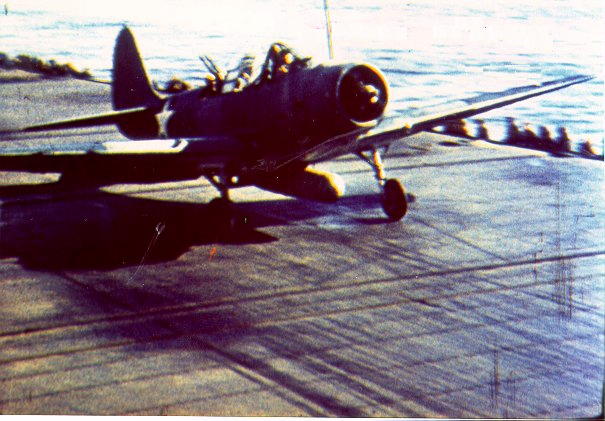
Eine TBD-1 der VT-8 startet in der Schlacht um Midway von der Hornet

Die Douglas TBD Devastator (Verwüster) war ein einmotoriger trägergestützter Torpedobomber der US-Marine. Der Tiefdecker war das erste Ganzmetallflugzeug mit hydraulisch hochklappbaren Flügeln.

## Beschreibung
Der Prototyp XTBD-1 machte seinen Jungfernflug am 15. April 1935 und neun Tage später wurde er an die US-Marine zu Testzwecken übergeben. Am 25. Juni 1937 begann die Douglas Aircraft Company mit der Auslieferung der ersten 114 Maschinen. Am 5. Oktober 1937 erhielt die Torpedobomberstaffel VT-3 der Saratoga die ersten Maschinen.
Bis Mitte 1942 war die TBD Devastator der Standard-Torpedobomber auf den US-amerikanischen Flugzeugträgern. Der Nachfolger – die Grumman TBF Avenger – war schon im Oktober 1940 geordert worden, jedoch erreichten die Einsatzmaschinen die Torpedobomberstaffel VT-8 erst im Mai 1942. So kam es, dass während der Schlacht um Midway die TBD der Staffel VT-8 vom Flugzeugträger Hornet aus eingesetzt wurden, während das Nachfolgemodell gerade nach Pearl Harbor überführt wurde und nur sechs mit Freiwilligen bemannte Maschinen der VT-8 von Midway aus gegen die Japaner flogen.
Während der Schlacht im Korallenmeer am 7. und 8. Mai 1942 waren die Devastators noch maßgeblich an der Versenkung des japanischen Flugzeugträgers Shōhō beteiligt. Allerdings traten zu der Zeit auch große Probleme mit dem von der Devastator eingesetzten Mark-13-Torpedo auf: er war zu langsam und nur wenige explodierten, nachdem sie ihr Ziel erreicht hatten.
Das Ende der TBD Devastator kam bei der Schlacht um Midway vom 4. bis 7. Juni 1942. Als die Hornet 15 Maschinen, die Enterprise 14 Maschinen und die Yorktown 12 Maschinen zum Angriff auf die japanischen Träger ausschickten, wurden diese von Zeros attackiert. Fast ohne Jagdschutz angreifend, wurde eine nach der anderen abgeschossen. Allerdings waren dank des aufopferungsvollen Angriffs fast alle japanischen Jäger mit den TBD beschäftigt und die hoch fliegenden SBD Dauntless konnten mit nur geringen Verlusten relativ schnell drei große japanische Träger so schwer beschädigen, dass sie aufgegeben und versenkt werden mussten. Die Verlustquote bei Midway lag bei über 90 Prozent; deshalb beschloss die US-Marine, die TBD sofort zurückzuziehen.
1944 zählte die US Navy noch 21 TBD-1 in ihrem Bestand, die jedoch meist als Instruktionsmodelle für Mechaniker dienten. Am 30. September 1944 wurde die BuNo 0252 als letzte TBD auf dem Stützpunkt Mustin Field in Pennsylvania ausgemustert. Nur eine Devastator war beim US Marine Corps eingesetzt. Keine TBD blieb erhalten. So hoffen manche auf die Bergung abgestürzter TBD. Zum Beispiel liegt die TBD BuNo 1515 in relativ gutem Zustand in der Lagune von Jaluit, wo sie am 1. Februar 1942 als „5-T-6“ des Trägers Yorktown wegen Treibstoffmangels notwasserte. Ferner liegt die BuNo 0353 seit ihrer Notwasserung am 2. September 1943 vor Miami. Bisher verhinderten jedoch Konflikte zwischen der US Navy und Privatleuten eine Bergung.

## Militärische Nutzer
Vereinigte Staaten
- US Navy
- US Marines

## Technische Daten

Douglas TBD Devastator

| Kenngröße             | Daten der TBD-1 Devastator |
| --------------------- | --- |
| Besatzung             | 3 |
| Länge                 | 10,69 m |
| Spannweite            | 15,24 m |
| Höhe                  | 4,59 m |
| Leermasse             | 2804 kg |
| Startmasse            | 4623 kg |
| Antrieb               | 1 × 14-Zylinder-Doppelsternmotor Pratt & Whitney R-1830-64 „Double Wasp“ mit 900 PS (671 kW)                                                                                    |
| Höchstgeschwindigkeit | 331 km/h in 2438 m Höhe |
| Dienstgipfelhöhe      | 5945 m |
| größte Reichweite     | 700 km (mit Torpedo), 1152 km (mit 454 kg Bombenlast) |
| Bewaffnung            | 1 × Mk-13-Torpedo (Durchmesser 533 mm, Länge 4,57 m, Masse 544 kg) oder 454 kg Bomben 1 × starres MG Kaliber 12,7 mm nach vorn und 1 × flexibles MG Kaliber 7,62 mm nach hinten |